# Liebe in Bastschuhen

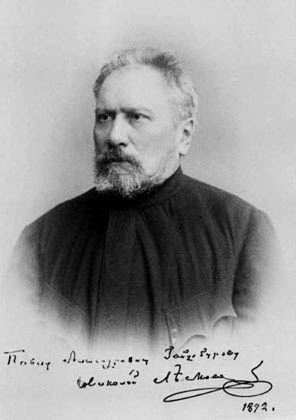
Nikolai Leskow im Jahr 1872

Liebe in Bastschuhen, auch Nastja und Die Vita eines Bauernweibes (russisch Житие одной бабы, Schitije odnoi baby – Das Leben einer Bäuerin), ist eine Erzählung des russischen Schriftstellers Nikolai Leskow, die der Autor 1863 im Juli- und Augustheft der Sankt Petersburger Zeitschrift Biblioteka dlja tschtenija unter dem Pseudonym M. Stebnizki veröffentlichte.
Der Autor hat „seine Erzählung … geradezu als Antiidylle komponiert“. Die Liebe der Bäuerin Nastassja Prokudina, genannt Nastja und des Bauern Stepan Ljabichow, genannt Stjopka, endet im Unglück.

## Inhalt
Der Ich-Erzähler, ein Kollegiensekretär, lebt in Sankt Petersburg, sucht aber die engere Heimat – die Gegend um Orjol – alle paar Jahre immer wieder einmal auf und erfährt dort von den Landsleuten die eine oder andere Geschichte.
Die Handlung läuft über etliche Jahre im Kreis Gostomel am Flüsschen Gostomlja und endet nach der Aufhebung der Leibeigenschaft, also nach dem Spätwinter 1861.
Achtzehn Bauern, darunter Konstantin – genannt Kostik, arbeiten für den Gutsbesitzer Rjumin. Als Kostiks Vater Antonowitsch gestorben ist, kommt Kostiks jüngere Schwester Nastja als Stubenmädchen bei der Gutsherrin unter. Kostik heiratet 26-jährig. Der geschäftstüchtige Bruder Kostik, nach dem Tod des Vaters Familienoberhaupt, verkuppelt die 18-jährige Nastja mit dem 20-jährigen plumpen, hässlichen Grigori Prokudin – genannt Grischka. Grischka ist der Sohn von Kostiks Geschäftsfreund, des Ölmüllers Prokudin. Die Bauern geben sich Spitznamen. Weil der Dummkopf Grischka näselt, heißt er Grischka Maulaffe. Nachdem die Gutsherrin für ihr Stubenmädchen vierzig Rubel erhalten hat, darf es gehen und heiraten. Die Hochzeit mitten im Winter wird aufwändig, aber ohne den üblichen Frohsinn, gefeiert. Nastja beklagt sich bei Kostik über Grischka: „Widerwärtig ist er mir; auf den Tod widerwärtig!“ Die Ehe wird nicht vollzogen. Die junge Ehefrau nimmt vor ihrem Angetrauten Reißaus und bleibt verschwunden.
Des Ölmüllers Prokudin Verwandter, der Postschmied Saweli, klopft im Schneetreiben an und vermeldet, die Ausreißerin habe sich zu ihm geflüchtet. Kostik holt die Schwester zurück. Nastja reagiert hysterisch und dann schwermütig.
Der alte Heilpraktiker Sila Iwanytsch Kryluschkin behandelt die Kranke in seinem Haus. Nach einem reichlichen halben Jahr kehrt Nastja geheilt ins Haus der Prokudins zurück. Grischka arbeitet in der Ukraine; lebt in Charkow mit einer Witwe, der Wirtin einer Herberge, zusammen.
Des Abends im Sommer kommt ein schöner junger Sänger an Nastjas offenem Fenster vorbeigeritten – Stjopka Ljabichow. Er ist verheiratet und hat zwei kleine Kinder. Nastja und Stjopka  verlieben sich ineinander; schlafen nach der Feldarbeit im Korn.
Stjopka schwängert Nastja. Der Ölmüller Prokudin zitiert seinen Sohn Grischka aus der Ukraine zurück. Als der Ehemann ankommt, flüchtet Nastja zu Stjopka. Das Liebespaar flieht über Dmitrowka in Richtung Sewsk und will nach Nikolajew. Unterwegs werden sie aufgegriffen, getrennt und als Landstreicher inhaftiert. Nastja hat im Gefängnis eine Frühgeburt. Der neugeborene Junge stirbt. Nastja bekommt Nervenfieber.
Sechs Wochen darauf werden Nastja und Stjopka mit vierzig beziehungsweise sechzig Rutenhieben bestraft und in ihren Heimatkreis abgeschoben. Stjopka stirbt im Gefängnis von Dmitrowka an Typhus. Nastja kommt geistesgestört bei den Prokudins an. Kryluschkin heilt die Kranke im Verlaufe eines Jahres. Ihm wird von der Gesundheitsbehörde Kurpfuscherei vorgeworfen. Nastja wird in der Medizinalverwaltung zusammen mit Geistesgestörten polizeilich überwacht. Im Herbst wird sie wiederum zu den Prokudins gebracht und flüchtet in die Felder. An seichten Stellen der Gostomlja ernährt sie sich von Fischen. Der Schmied Saweli und seine Frau sind die einzigen Menschen, die Nastja aufsucht; aber nur auf einen Sprung. Dann entweicht sie wieder ins Freie. Im nächsten Winter überlebt Nastja einen schweren Schneesturm im Wald nicht.
Grischka heiratet eine Soldatenwitwe, verlässt diese und lebt fortan mit der Charkower Herbergswirtin. Der Gutsherr Rjumin und auch der Heilpraktiker Kryluschkin sterben.

## Gesellschaftskritik
Leskow legt den Finger auf russische Wunden jener Zeit.
- Den Rjuminschen Bauern geht es schlechter als Leibeigenen. Sie wohnen in beengten Verhältnissen am Gutshof und erhalten Deputat.
- Repräsentanten des russischen Patriarchats prügeln: Kostik treibt seine entflohene Schwester Nastja mit Knüffen und Püffen zum Ehegespons zurück.

## Rezeption
- 1959: Setschkareff konstatiert: „Eine Idealisierung des Volkes liegt ihm [Leskow] hier wie im Schafochs fern. Geldgier, Alkohol und Sexus beherrschen die Bauern.“[9]
- 1967: Reißner schreibt: „Der Schriftsteller sieht das russische Dorf ohne jede Illusion … Leskow wurde damit zu einem Vorläufer Tschechows, der dreißig Jahre später mit ähnlich harten Schilderungen des russischen Dorfes den … Volkstümlern entgegentrat.“[10]
- 1988: Dieckmann äußert: „Liebe in Bastschuhen zeigt im Stil einer alten Vita die Lebenskraft und den Untergang einer russischen Bäuerin.“[11]

### Deutschsprachige Ausgaben
- Liebe in Bastschuhen. Lebensgeschichte eines Bauernmädchen. Deutsch von Günter Dalitz. S. 125–280 in Eberhard Reißner (Hrsg.): Nikolai Leskow: Gesammelte Werke in Einzelbänden. Liebe in Bastschuhen. Mit einer Nachbemerkung des Herausgebers. 747 Seiten. Rütten & Loening, Berlin 1967 (1. Aufl.)

Verwendete Ausgabe:
- Liebe in Bastschuhen. Lebensgeschichte eines Bauernmädchen. Deutsch von Günter Dalitz. S. 138–290 in Eberhard Dieckmann (Hrsg.): Nikolai Leskow: Gesammelte Werke in Einzelbänden. Bd. 1: Die Lady Macbeth aus dem Landkreis Mzensk. Erzählungen. 632 Seiten. Rütten & Loening, Berlin 1988 (1. Aufl.), ISBN 3-352-00252-5

### Sekundärliteratur
- Vsevolod Setschkareff: N. S. Leskov. Sein Leben und sein Werk. 170 Seiten. Verlag Otto Harrassowitz, Wiesbaden 1959